# Autostrada A75 (Franța)
Autostrada A75, numită La Méridienne, este o autostradă cu 2 × 2 benzi care leagă Clermont-Ferrand de Béziers, în prelungirea autostrăzii A71. A75, care nu este concesionată (cu excepția tronsonului Viaductului Millau), este gratuită.
Cu un punct culminant la 1 121 metri în pasul Issartets, A75 este cel mai înalt traseu de autostradă din Franța.

## Istoric

### Proiect
În anii 1970, au fost propuse mai multe proiecte pentru realizarea autostrăzii A75 între sudul orașului Clermont-Ferrand și Lempdes-sur-Allagnon, la ieșirea drumului național 102. Un proiect din 1974 prevedea un traseu pe partea de vest a localității Issoire și instalarea unei bariere de taxare la Authezat.

### Primele amenajări
Primele lucrări de amenajare pe drumul național 9 au început în anii 1960, începând cu anul 1969, între nodurile rutiere actuale 51 și 52, de la Poujols la Pégairolles-de-l'Escalette, pe o distanță de 4,5 km, prin reutilizarea drumului D 149. Ulterior, a fost realizată devierea localității Clermont-l'Hérault și construirea tronsonului cuprins între nodul rutier 55 și racordarea cu actuala A750, în urma creării lacului Salagou, care a întrerupt traseul original al RN 9.
Prima deviere a orașului Clermont-Ferrand, prin amenajarea drumului RD 21, a fost finalizată în 1973.
La nord de Saint-Flour, pasul Fageole a fost deviat pe o distanță de un kilometru în 1976, iar în același an, un tronson de zece kilometri a fost amenajat între nodurile rutiere 40 și 41, reutilizând drumul D 67, după La Canourgue, până la limita dintre departamentele Aveyron și Lozère.
În 1977 au fost date în folosință devierile de la Pérignat-lès-Sarliève, între nodurile rutiere 2 (Nodul rutier Pérignat-lès-Sarliève) și 4, pe o lungime de patru kilometri, pornind din Aubière până la sfârșitul primei devieri a orașului Clermont-Ferrand (actualul RD 2009), precum și devierea de la Coudes, pe o lungime de doi kilometri, între nodurile rutiere actuale 7 și 8. De asemenea, a fost construit un tronson de trei kilometri la ieșirea din Issoire, între nodurile rutiere actuale 14 și 15.
În vara anului 1978, RN 9 a început să fie amenajată la două benzi pe sens între Clermont-Ferrand și Issoire. Vechiul RN 9 a fost declasat. Tronsonul dintre Pérignat-lès-Sarliève și Authezat, între nodurile rutiere 4 și 7, pe o lungime de 13 km, a fost dat în folosință, asigurând astfel aproape întreaga continuitate între Clermont-Ferrand și Issoire, deși tronsonul dintre nodurile rutiere 8 și 11 nu respecta încă standardele unei autostrăzi.
Un mic tronson de doi kilometri la ieșirea din Pas de l'Escalette a fost amenajat la 2 × 2 benzi în 1979.
Mai la nord, la ieșirea din Millau, un mic sector cu 2 × 2 benzi, lung de 3 km, a fost creat la sfârșitul anului 1980, în cadrul lărgirii drumului RN 9; la ieșirea din Aguessac, lucrările au început, dar nu au fost niciodată finalizate.
În noiembrie 1981, devierea din Issoire, între nodurile rutiere actuale 11 și 14, pe o lungime de 7 km, a fost dată în folosință, precum și un tronson cu 2 × 2 benzi între nodurile rutiere actuale 29 și 30, pe 4 km, la ieșirea sudică din Saint-Flour.
În 1982, au fost date în folosință devierea din Lodève, pe o distanță de 4 km, un tronson de 11 km între nodurile rutiere 52 și 55, precum și secțiunea între Le Broc (nodul 15) și Lempdes-sur-Allagnon (nodul 19), pe o lungime de 13 km. Acest ultim tronson a fost prelungit până la drumul național 102 (2 km) în 1984.
În Cantal, un tronson de 7 km între nodurile rutiere 26 și 27, de la Vieillespesse până la pasul Fageole, a fost deschis în 1986.
Devierea din Pézenas a fost dată în folosință pe o distanță de 5 km între nodurile rutiere 59 și 61 în 1988. Aceasta este ultima secțiune realizată în cadrul contractului de plan al statului.

### Primele clasificări ca autostradă
La sfârșitul anului 1988, tronsonul dintre Clermont-Ferrand (în continuarea autostrăzii A71) și nodul rutier 2 a fost deschis direct ca autostradă. Acesta a fost prelungit prin reclasificarea drumului RN 9 ca parte a rețelei rutiere de autostrăzi, până la Lempdes-sur-Allagnon, Massiac și Saint-Flour, printr-un decret din 4 martie 1991.
În iunie 1991, au fost date în folosință devierea din Le Caylar, între nodurile rutiere 49 și 50, pe o lungime de 3 km, și devierea din Pézenas, pe 5 km, între nodurile rutiere 59 și 61.
În octombrie 1991, au fost deschise tronsonul Massiac - Pasul Fageole – Vieillespesse, între nodurile rutiere 23 și 26, cu o lungime de 18 km, și tronsonul dintre Pasul Fageole și Saint-Flour, între nodurile rutiere 27 și 29, cu o lungime de 10 km.
Devierea din La Canourgue, între nodurile rutiere 39 și 40, pe o distanță de 3 km, precum și un tronson de 4 km după nodul rutier 41 (Campagnac), au fost deschise la sfârșitul anului 1993.
În 1994, tronsonul dintre Loubaresse și Aumont-Aubrac, între nodurile rutiere 31 și 36, cu o lungime de 32 km, a fost deschis. Secțiunea situată între nodurile rutiere 37 și 39 (Le Buisson – Le Monastier-Pin-Moriès), cu o lungime de 16 km, a fost inaugurată la sfârșitul aceluiași an, la fel ca devierea din L'Hospitalet-du-Larzac, pe 8 km, de o parte și de alta a nodului rutier 48, până la aerodromul din Millau.
În iunie 1996, tronsonul Aumont-Aubrac – Le Buisson, între nodurile rutiere 36 și 37, cu o lungime de 9 km, a fost deschis.
Devierea din Sévérac-le-Château, între nodurile rutiere 41 și 44 (la nivelul Pasului Engayresque), cu o lungime de 24 km, a fost finalizată în iulie 1997; aceasta fusese declarată de utilitate publică la 24 martie 1992.
Tronsonul cuprins între nodurile rutiere 40 și 41, creat în 1977, a fost adus în conformitate la sfârșitul anului 1997 prin reutilizarea drumului departamental 67, după La Canourgue, în ciuda numeroaselor probleme legate de relieful local de la marginea platoului Sauveterre.
În 1998:
- Conexiunea A89-A71-A75 a fost finalizată. Aceasta era deja planificată la crearea primului tronson al drumului B71 la sfârșitul anului 1978 (devenit ulterior A72 și apoi A89 între Thiers și Lempdes).
- Tronsonul dintre Le Caylar (nodul rutier 50) și Pégairolles-de-l'Escalette (departamentul Hérault, nodul rutier 52), incluzând tunelul cu două tuburi din Pasul Escalette, a fost dat în folosință. Tunelul are o limită de viteză de 50 km/h din cauza gradului accentuat al pantei, provocat de relieful accidentat ce marchează sfârșitul Masivului Central și coborârea spre Marea Mediterană.

### Anii 2000 și 2010: finalizare
Tronsonul dintre Clermont-l'Hérault și Pézenas-nord, între nodurile rutiere 57 și 59, a fost reamenajat în iulie 2002.
Pe 14 decembrie 2004, viaductul de la Millau a fost inaugurat de președintele Republicii, Jacques Chirac, împreună cu tronsonul cuprins între nodul rutier 44 de la Pasul Engayresque și nodul rutier 47 de la La Cavalerie.
Devierea din Lodève, reamenajată sub coordonarea Ministrului Transporturilor Gilles de Robien, între nodurile rutiere 52 și 54, a fost inaugurată pe 15 martie 2005 (dată în folosință pe 25 martie). Costul proiectului a fost de 160 de milioane de euro pentru un tronson de 12 km, incluzând dublarea tunelului Vierge (lungime: 440 m), viaductul Fozières (lungime: 100 m, înălțime: 20 m) și zidul de sprijin Soumont din pământ armat (lungime: 300 m, înălțime: 30 m). Această inaugurare a permis realizarea unei legături autorutiere continue între Clermont-Ferrand și Pézenas.
Transformarea în 2 × 2 benzi a legăturii dintre Clermont-l'Hérault și Montpellier (A750) a fost finalizată pe 26 iulie 2010 (inaugurare) și a fost deschisă complet circulației pe 27 iulie 2010.

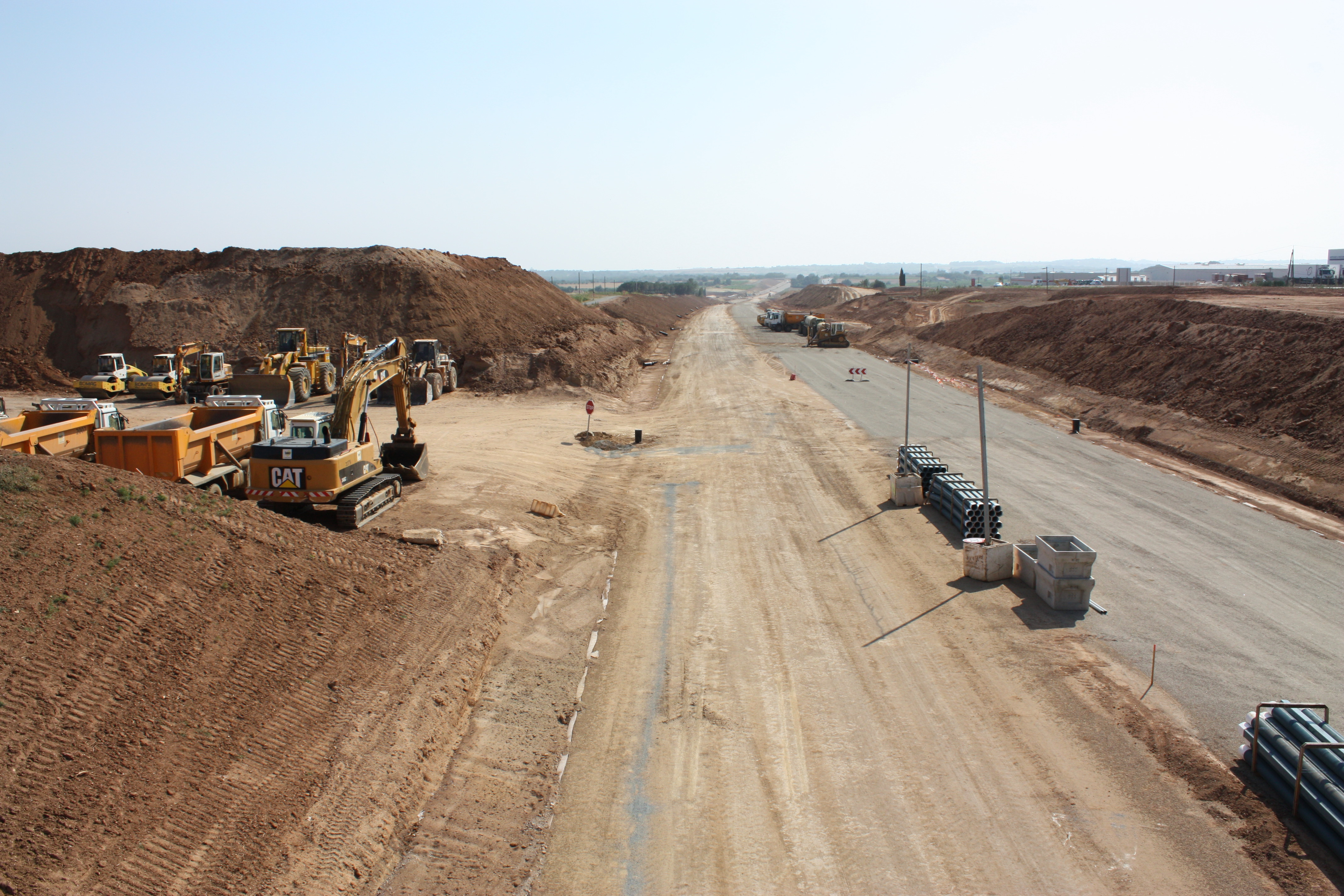
Lucrări de construire a autostrăzii A75 la nivelul localității Servian (tronsonul Pézenas-Béziers) în 2009.

Lucrările de aducere la standardele autostrăzii A75 între Pézenas și Béziers au început din 2009, incluzând:
- În 2009, devierea din Valros, cu o conexiune provizorie la RN 9;
- 23 iunie 2010, deschiderea tronsonului dintre nodul rutier Servian și autostrada A9 la Béziers (18 km, cost 200 milioane de euro, finanțat de stat);
- 3 decembrie 2010, finalizarea autostrăzii A75 între nodul rutier Servian și devierea din Valros;
- Sfârșitul anului 2010, realizarea căii de acces pentru nodul rutier Béziers Nord-Est și RN 9;
- 1 iulie 2014, integrarea devierii din Pézenas.

Pe 12 septembrie 2015, în apropierea satului Le Bosc, un tronson al autostrăzii A75 s-a prăbușit din cauza ploilor abundente și a căderilor de roci. Ca urmare, autostrada a fost închisă în ambele sensuri între ieșirile 52 și 54. Lucrările de reparație au durat câteva săptămâni.

### Lărgirea spre sud a autostrăzii în zona Clermont-Ferrand
Comunitatea de comune Gergovie Val d'Allier Communauté, o fostă intercomunalitate situată la sud de Clermont-Ferrand, menționa la sfârșitul anului 2012 „saturarea traficului la orizontul anului 2020, estimată la 110.000 de vehicule [pe zi] între Pardieu și Grande Halle d'Auvergne”. Se propune o lărgire a drumului pentru „atenuarea riscurilor de saturare a rețelei de autostrăzi la intrarea sudică a aglomerației clermontoise”; lărgirea până la ieșirea 6 „va permite dezvoltarea capacităților de stocare a vehiculelor care vin din sudul aglomerației și fluidizarea fluxurilor de tranzit, precum și a fluxurilor pendulare”.
Prin hotărârea consiliului metropolitan Clermont Auvergne Métropole din 16 noiembrie 2018, anumite porțiuni de drumuri care intersectează A75, gestionate anterior de departamentul Puy-de-Dôme și situate pe teritoriul intercomunalității, au fost transferate metropolei și au devenit drumuri metropolitane.
În cadrul planului de relansare a autostrăzilor, A75 va fi lărgită la 2 × 3 benzi între nodul rutier 16 al A71 și kilometrul 11, situat în dreptul nodului rutier 5. Societatea Autoroutes Paris-Rhin-Rhône (APRR) realizează lucrările acestei secțiuni de 10,5 km, care a fost concesionată (transferul rețelei de la stat către APRR a avut loc în mai 2016). Lucrările au început la sfârșitul anului 2018, pentru un cost de 170 de milioane de euro. În funcțiune din 13 iulie 2021, limita de viteză a fost stabilită la 110 km/h începând cu 11 octombrie 2021.

## Traseu
| De la A71 până la ieșirea 5; secțiune gratuită concesionată către APRR.                                              | |                      |
| Intersecție | Nod rutier între A71, A711 și A75: A89 (Bordeaux), Paris, Riom, Aeroportul Clermont-Ferrand Auvergne; A89 (Lyon, Saint-Étienne, Thiers). | A71 A711 A89 E11 E70 |
| A75 E11 | |                      |
| 1 - La Pardieu | Orașe deservite: Billom, Cournon-d'Auvergne, Cournon-d'Auvergne-Z.I. Cournon, Clermont-Ferrand-La Pardieu.                               |                      |
| 2 - Aubière | Orașe deservite: Billom, Clermont-Ferrand, La Bourboule, Mont-Dore, Aubière.                                                             |                      |
| 3 - Pérignat-lès-Sarliève                                                                                            | Orașe deservite: Pérignat-lès-Sarliève, Cournon-d'Auvergne-Z.I. Cournon, Grande Halle, Zénith.                                           |                      |
| 4 - Le Cendre | Orașe deservite: Vic-le-Comte, La Roche-Blanche, Orcet, Le Cendre, Pérignat-lès-Sarliève.                                                |                      |
| | Limitare la 110 km/h (sens Béziers > Clermont).                                                                                          |                      |
| 5 - Saint-Amant-Tallende                                                                                             | Orașe deservite: Saint-Amant-Tallende, Veyre-Monton, Orcet, Aydat.                                                                       |                      |
| De la ieșirea 5 până la Viaductul Millau; secțiune gratuită neconcesionată, gestionată de DIR Massif-Central.        | |                      |
| | Zonă de servicii: Veyre (sens Clermont-Béziers).                                                                                         |                      |
| 6 - Veyre-Monton | Orașe deservite: Besse-et-Saint-Anastaise, Saint-Nectaire, Champeix, Veyre-Monton.                                                       |                      |
| | Zonă de servicii: Authezat (sens Béziers-Clermont).                                                                                      |                      |
| 7 - Montpeyroux | Orașe deservite: Coudes, Montpeyroux. |                      |
| 8 - Coudes | Orașe deservite: Vic-le-Comte, Coudes (nod rutier parțial).                                                                              |                      |
| | Limitare la 90 km/h (sens Clermont > Béziers).                                                                                           |                      |
| 9 - Sauvagnat Sainte-Marthe                                                                                          | Orașe deservite: Saint-Yvoine, Sauvagnat-Sainte-Marthe.                                                                                  |                      |
| | Zonă de odihnă: Le Val d'Allier (sens Clermont-Béziers).                                                                                 |                      |
| | Limitare la 90 km/h (sens Béziers > Clermont).                                                                                           |                      |
| 10 - La Ribeyre | Oraș deservit: Sauvagnat-Sainte-Marthe-La Ribeyre.                                                                                       |                      |
| 11 - Issoire-centre                                                                                                  | Oraș deservit: Issoire-centru (nod rutier parțial).                                                                                      |                      |
| 12 - Issoire-Les-Prés                                                                                                | Orașe deservite: Orbeil, Issoire-Les-Prés.                                                                                               |                      |
| 13 - Issoire-Couze                                                                                                   | Orașe deservite: Ambert, Sauxillanges, Saint-Germain-l'Herm, Parentignat, Issoire-Couze.                                                 |                      |
| 14 - Issoire-Aérodrome                                                                                               | Orașe deservite: Besse-et-Saint-Anastaise, Saint-Nectaire, Champeix, Issoire-centru, Issoire-Aérodrome.                                  |                      |
| 15 - Le Broc | Orașe deservite: Le Breuil-sur-Couze, Ardes, Saint-Germain-Lembron, Le Broc (nod rutier parțial).                                        |                      |
| | Limitare la 130 km/h (sens Béziers > Clermont).                                                                                          |                      |
| 16 - Civerac | Oraș deservit: Le Broc (nod rutier parțial).                                                                                             |                      |
| | Zone de odihnă: Le Cézallier (sens Clermont-Béziers); Le Lembron (sens Béziers-Clermont).                                                |                      |
| 17 - Saint-Germain-Lembron                                                                                           | Orașe deservite: Jumeaux, Auzat-la-Combelle, Saint-Germain-Lembron, Le Breuil-sur-Couze.                                                 |                      |
| 18 - Brassac | Orașe deservite: Brassac-les-Mines, Sainte-Florine, Charbonnier-les-Mines.                                                               |                      |
| 19 - Lempdes | Oraș deservit: Lempdes-sur-Allagnon (nod rutier parțial).                                                                                |                      |
| | Trecerea din departamentul Puy-de-Dôme în departamentul Haute-Loire.                                                                     |                      |
| 19.1 - Lempdes | Oraș deservit: Lempdes-sur-Allagnon (nod rutier parțial).                                                                                |                      |
| 20 - Vergongheon | Orașe deservite: Le Puy-en-Velay, Brioude, Sainte-Florine, Vergongheon.                                                                  | RN102                |
| 21 - Lorlanges | Orașe deservite: Ardes, Lorlanges. |                      |
| | Zonă de servicii: La Fayette - Lorlanges (în ambele sensuri).                                                                            |                      |
| 22 - Espalem | Orașe deservite: Le Puy-en-Velay, Brioude, Blesle, Espalem.                                                                              |                      |
| | Trecerea din departamentul Haute-Loire în departamentul Cantal.                                                                          |                      |
| | Zonă de odihnă: Chalet (sens Clermont > Béziers).                                                                                        |                      |
| | Limitare la 110 km/h (sens Clermont > Béziers).                                                                                          |                      |
| 23 - Massiac | Orașe deservite: Aurillac, Le Lioran, Murat, Massiac (nod rutier parțial).                                                               | RN9                  |
| 24 - Massiac | Oraș deservit: Massiac (nod rutier parțial).                                                                                             | RN9                  |
| | Limitare la 130 km/h (sens Béziers > Clermont).                                                                                          |                      |
| 25 - Saint-Poncy | Oraș deservit: Saint-Poncy. |                      |
| 26 - Vieillespesse                                                                                                   | Oraș deservit: Vieillespesse. |                      |
| | Limitare la 110 km/h (în ambele sensuri).                                                                                                |                      |
| | Col de la Fageole (1107 m). |                      |
| 27 - Coren | Orașe deservite: Coren, Montchamp. |                      |
| | Zonă de odihnă: Montchauvet (sens Béziers > Clermont).                                                                                   |                      |
| 28 - Saint-Flour-Bel-Air                                                                                             | Orașe deservite: Aurillac, Le Lioran, Murat, Espalion, Chaudes-Aigues, Coren, Saint-Flour-centru, Saint-Flour-Bel Air.                   |                      |
| 29 - Saint-Flour-Bellevue                                                                                            | Orașe deservite: Saint-Georges, Saint-Flour-centru, Saint-Flour-Bellevue.                                                                |                      |
| 30 - Ruynes-en-Margeride                                                                                             | Oraș deservit: Ruynes-en-Margeride. |                      |
| | Zone de odihnă: Garabit Viaduc Eiffel (în ambele sensuri).                                                                               |                      |
| 31 - Loubaresse | Oraș deservit: Loubaresse. |                      |
| | Trecerea din departamentul Cantal în departamentul Lozère. Trecerea din regiunea Auvergne-Rhône-Alpes în regiunea Occitanie.             |                      |
| 32 - La Garde | Orașe deservite: Les Monts-Verts-Le Bacon, Albaret-Sainte-Marie-La Garde.                                                                | RD809                |
| | Zonă de servicii: La Lozère (în ambele sensuri).                                                                                         |                      |
| 33 - Saint-Chély-d'Apcher-Nord                                                                                       | Orașe deservite: Fournels, Le Malzieu-Ville, Saint-Chély-d'Apcher.                                                                       | RD809                |
| 34 - Saint-Chély-d'Apcher-Sud                                                                                        | Orașe deservite: Chaudes-Aigues, Fournels, Le Malzieu-Ville, Saint-Alban-sur-Limagnole, Rimeize, Saint-Chély-d'Apcher.                   | RD806                |
| | Zonă de odihnă: L'Aubrac (în ambele sensuri).                                                                                            |                      |
| 35 - Aumont-Aubrac-Nord                                                                                              | Orașe deservite: Aumont-Aubrac, Nasbinals (nod rutier parțial).                                                                          | RD809 RD987          |
| | Limitare la 110 km/h (sens Clermont > Béziers).                                                                                          |                      |
| 36 - Aumont-Aubrac-Sud                                                                                               | Oraș deservit: Aumont-Aubrac, (nod rutier parțial).                                                                                      | RD809                |
| | Col des Issartets (1121 m). |                      |
| 37 - Le Buisson | Oraș deservit: Le Buisson. | RD809                |
| 38 - Antrenas | Orașe deservite: Antrenas, Marvejols, Nasbinals.                                                                                         | RD900                |
| | Zone de odihnă: La Bête du Gévaudan (sens Clermont-Béziers) ; Marvejols (sens Béziers-Clermont).                                         |                      |
| 39 - Le Monastier | Orașe deservite: Le Monastier-Pin-Moriès, Chirac.                                                                                        | RD809bis             |
| 39.1 - Antenne de Romardiès                                                                                          | Orașe deservite: Nîmes, Mende, Florac, Chanac, Gorges du Tarn.                                                                           | RN88                 |
| 39.2 - Saint-Germain-du-Teil                                                                                         | Oraș deservit: Saint-Germain-du-Teil (nod rutier parțial).                                                                               |                      |
| 40 - La Canourgue | Orașe deservite: Banassac, La Canourgue, Gorges du Tarn, Saint-Germain-du-Teil, Saint-Laurent-d'Olt.                                     | RD809                |
| | Limitare la 90 km/h (sens Béziers > Clermont).                                                                                           |                      |
| | Col de la Fagette (882 m) |                      |
| | Trecerea din departamentul Lozère în departamentul Aveyron.                                                                              |                      |
| 41 - Campagnac | Orașe deservite: Saint-Geniez-d'Olt, Campagnac.                                                                                          | RD37                 |
| 42 - Sévérac-le-Château                                                                                              | Orașe deservite: Rodez, Espalion, Laissac, Le Massegros, Sévérac-le-Château.                                                             | RD888                |
| | Zonă de servicii: L'Aveyron (în ambele sensuri).                                                                                         |                      |
| 43 - Le Massegros | Orașe deservite: Le Massegros, Gorges du Tarn (nod rutier parțial).                                                                      |                      |
| 44 - Engayresque | Oraș deservit: Verrières. | D809                 |
| | Col d'Engayresque (888 m). |                      |
| 44.1 - Aguessac | Orașe deservite: Cahors, Meyrueis, Pont-de-Salars, Vézins-de-Lévézou, Aguessac, Gorges du Tarn.                                          | D29                  |
| | Zonă de odihnă: La Garrigue (în ambele sensuri).                                                                                         |                      |
| 45 - Millau | Orașe deservite: Millau, Millau-Saint-Germain, Saint-Beauzély, Castelnau-Pégayrols.                                                      | D911                 |
| Viaductul Millau și accesurile sale Nord și Sud; secțiuni cu taxă de drum concesionate către CEVM.                   | |                      |
| | Punctul de taxare Saint-Germain. |                      |
| | Zonă de odihnă: Le Viaduc de Millau (în ambele sensuri).                                                                                 |                      |
| | Viaductul Millau. |                      |
| 46 - Saint-Rome-de-Cernon                                                                                            | Orașe deservite: Albi, Saint-Affrique, Roquefort-sur-Soulzon, Saint-Rome-de-Cernon.                                                      | D999                 |
| De la Viaductul Millau până la Béziers-Nord-Est; secțiune gratuită neconcesionată, gestionată de DIR Massif-Central. | |                      |
| 47 - La Cavalerie | Orașe deservite: Millau, Nant, La Cavalerie, Sainte-Eulalie-de-Cernon, Gorges du Tarn.                                                   | D809 D999            |
| | Zonă de servicii: Le Larzac (în ambele sensuri).                                                                                         |                      |
| 48 - Cornus | Orașe deservite: Alzon, Nant, Cornus, Le Vigan, La Couvertoirade.                                                                        | D7 D65               |
| | Trecerea din departamentul Aveyron în departamentul Hérault.                                                                             |                      |
| 49 - Le Caylar | Orașe deservite: Le Caylar, La Couvertoirade, Circul natural Navacelles, Bédarieux, Lunas.                                               | Village étape        |
| | Zonă de servicii: Le Caylar (în ambele sensuri).                                                                                         |                      |
| 50 - Saint-Félix-de-l'Héras                                                                                          | Orașe deservite: Les Rives, Saint-Félix-de-l'Héras (nod rutier parțial).                                                                 |                      |
| | Tunelul Pas de l'Escalette (845 m). |                      |
| | Limitare la 80 km/h (sens Clermont > Béziers).                                                                                           |                      |
| | Zonă de odihnă: Le Belvédère de l'Escalette (sens Clermont-Béziers).                                                                     |                      |
| 51 - Pégairolles-de-l'Escalette                                                                                      | Oraș deservit: Pégairolles-de-l'Escalette.                                                                                               |                      |
| 52 - Pégairolles-de-l'Escalette                                                                                      | Orașe deservite: Le Vigan, Ganges, Soubès, Lodève, Circul natural Navacelles.                                                            |                      |
| | Tunnel de la Vierge (465 m). |                      |
| 53 - Lodève | Orașe deservite: Lunas, Lodève-sud (nod rutier parțial).                                                                                 |                      |
| 54 - Le Bosc | Orașe deservite: Saint-Jean-de-la-Blaquière, Le Bosc Lodève-sud, Lacul Salagou (nod rutier parțial).                                     |                      |
| 55 - Lac du Salagou                                                                                                  | Zonă deservită: Lacul Salagou (nod rutier parțial).                                                                                      |                      |
| 56 - Salelles | Orașe deservite: Salelles-du-Bosc, Saint-Jean-de-la-Blaquière.                                                                           |                      |
| Intersecție | Nod rutier între A750 și A75: Montpellier, Saint-Guilhem-le-Désert, Gignac, Saint-André-de-Sangonis.                                     | A750                 |
| 57 - Clermont-l'Hérault                                                                                              | Orașe deservite: Bédarieux, Canet, Nébian, Clermont-l'Hérault, Lacul Salagou.                                                            |                      |
| | Zonă de odihnă: Paulhan (în ambele sensuri).                                                                                             |                      |
| 58 - Paulhan | Orașe deservite: Lézignan-la-Cèbe, Paulhan, Adissan.                                                                                     |                      |
| 59 - Pézenas-Nord | Orașe deservite: Montpellier, Sète, Marseillan, Mèze, Montagnac, Lézignan-la-Cèbe, Pézenas-nord, Pézenas-centru.                         | RD613                |
| 59.1 - Pézenas-Est                                                                                                   | Oraș deservit: Castelnau-de-Guers. |                      |
| 60 - Agde | Orașe deservite: Agde, Bessan, Florensac (nod rutier parțial).                                                                           |                      |
| 61 - Pézenas-Sud | Orașe deservite: Roujan, Tourbes, Valros, Pézenas-sud.                                                                                   |                      |
| | Zonă de servicii: Valros (în ambele sensuri).                                                                                            |                      |
| 62 - Servian | Orașe deservite: Servian, Valros, Montblanc.                                                                                             | RD18                 |
| De la Béziers-Nord-Est până la Béziers-Sud-Est; secțiune gratuită concesionată către ASF                             | |                      |
| 63 - Béziers-Nord-Est                                                                                                | Orașe deservite: Béziers, Castres, Mazamet, Narbonne (nod rutier parțial).                                                               |                      |
| Conexiune cu A9; secțiune cu taxă de drum concesionată către ASF                                                     | |                      |
| 64 - Béziers-Sud-Est                                                                                                 | Orașe deservite: Béziers, Valras-Plage, Sérignan, Aeroportul Béziers Cap d'Agde.                                                         |                      |
| | Punctul de taxare Béziers-Cabrials. |                      |
| Intersecție | Nod rutier între A9 și A75: Barcelona, Toulouse, Narbonne; Lyon, Montpellier, Sète.                                                      | A9 E15 E80           |
| A75 E11 | |                      |

## Locuri remarcabile
Următoarea listă cuprinde orașele și locurile remarcabile din apropierea autostrăzii:
- Clermont-Ferrand
- Montpeyroux, clasificat printre Cele Mai Frumoase Sate din Franța (Ieșirea 7)
- Issoire (Ieșirile 11 la 14)
- Col de la Fageole
- Saint-Flour
- Podul rutier Garabit
- Saint-Chély-d'Apcher
- Col des Issartets, la o altitudine de 1.121 m, este cel mai înalt pas rutier din Franța și printre cele mai înalte din Europa
- Marvejols
- Sévérac-le-Château
- Cheile râului Tarn (Gorges du Tarn)
- Micropolis, orașul insectelor
- Millau (Ieșirile 45 și 47)
- Viaductul Millau
- L'Hospitalet-du-Larzac
- Pas de l'Escalette (Ieșirea 50: Saint-Félix-de-l'Héras și belvedere)
- Lodève (Ieșirile 52 și 53)
- Pézenas (Ieșirile 59 și 60)
- Béziers